# Russell Gerry Crook
Russell Gerry Crook, född 26 juli 1869 i San Francisco i Kalifornien, död 1955, var en amerikansk skulptör och keramiker.
Crook föddes i Kalifornien och flyttade senare till Lincoln i  Massachusetts.
Crook var elev hos John Henry Twachtman och Augustus Saint-Gaudens.

## Verk i urval
- The Kona Fountain, brons, granit, 1907, Center Harbor, New Hampshire[6]